# Amal Al Qubaisi
Amal Al Qubaisi, född 1969, är en emiratisk politiker.
Hon blev 2007 parlamentsledamot, och var talman 2015-2019. 
Hon var den första kvinnan på dessa poster, både i sitt eget land och, ifråga om talmansposten, den första i hela arabvärlden.